# Alexandre Pereira
Alexandre Pereira da Silva (Caieiras, 2 de julho de 1980), é um administrador e político brasileiro, filiado ao Solidariedade, é filho do também político Paulinho da Força.

## Biografia
Filho de uma enfermeira e de um metalúrgico, nasceu em Caieiras, passou parte da infância em Franco da Rocha, tendo estudado na Escola Paulo Duarte. Com 16 anos, se mudou com a família para Jundiaí, onde mora até hoje. É casado e tem dois filhos. Formado em Administração de Empresas, também tem curso de Gestão Pública. Alexandre Pereira tem experiência como empreendedor, tendo atuado como pequeno produtor rural, produzindo pimentões em um sítio da família.

## Carreira Política
A Política nunca fez parte de seus planos, até que, em 2008, foi candidato a vereador pela primeira vez. Em 18 de julho 2012 foi noticiado que Alexandre operava um gabinete paralelo, prestando serviços para secretaria de estado e emprego e relações do trabalho, porém era contratado da FUNDAC (Fundação para o Desenvolvimento das Artes e da Comunicação), no mesmo dia pediu demissão do FUNDAC. Em 2016 foi nomeado superintendente regional do INCRA em São Paulo, pelo presidente Michel Temer. Em 2018, se candidatou novamente a deputado estadual e com 49.741 votos, se elegeu e ocupa uma vaga na Assembleia Legislativa de São Paulo pelo partido Solidariedade. Atualmente, também é 1° secretário nacional e presidente estadual do Solidariedade de São Paulo. Alexandre Pereira acredita que o desenvolvimento do país passa, necessariamente, pela construção de políticas públicas sociais justas, pela valorização do trabalho, pela defesa das micro e pequenas empresas nacionais e da agricultura familiar, pelo fortalecimento da educação e pelo desenvolvimento regional.
Do ponto de vista econômico, considera que São Paulo, mesmo sendo o estado mais importante do país, com forte vocação industrial, tem visto muitas empresas fecharem suas portas ou se instalarem em outras unidades da Federação. Por isso, como deputado estadual, quer lutar pelos investimentos no empreendedorismo, gerando mais renda e mais empregos. Além disso, vai continuar defendendo a agricultura familiar, trabalho que já vem realizando nos últimos anos, desde quando esteve na superintendência do Incra em São Paulo. A força do apoio que tem recebido, lhe dá a motivação necessária para assumir responsabilidade de ajudar na construção de um estado mais justo para todos.

### Desempenho Geral em Eleições
| Ano  | Eleição                                 | Partido       | Cargo Disputado   | Votos  | Percentual | Resultado     |
| ---- | --------------------------------------- | ------------- | ----------------- | ------ | ---------- | ------------- |
| 2008 | Eleição municipal de Jundiaí em 2008    | PDT           | Vereador          | 440    | 0,22%      | Suplente      |
| 2014 | Eleições estaduais em São Paulo em 2014 | SDD           | Deputado Estadual | 60.267 | 0,29%      | Suplente      |
| 2018 | Eleições estaduais em São Paulo em 2018 | Solidariedade | Deputado Estadual | 49.741 | 0,24%      | Eleito por QP |
| 2022 | Eleições estaduais em São Paulo em 2022 | Solidariedade | Deputado Estadual | 47.532 |            | Suplente      |